# Visita ad limina
La visita ad limina (Ad limina apostolorum) è l'incontro che, ogni cinque anni, i vescovi di tutto il mondo hanno in Vaticano con il Papa per illustrare quali siano le particolarità che contraddistinguono la loro Regione ecclesiastica dal punto di vista religioso, sociale e culturale, quali siano i nodi maggiormente problematici dal punto di vista pastorale e culturale e come interviene la Chiesa "particolare" su questi problemi.

## Storia
L'espressione ad limina apostolorum risale ai primi secoli della storia della Chiesa; infatti, nel linguaggio canonico, con limina apostolorum erano indicate le tombe degli apostoli Pietro e Paolo e quindi le visite ad limina erano tutti quei pellegrinaggi compiuti dai fedeli che avevano come meta quelle stesse tombe. Lo stesso termine indicò la visita che tutti i vescovi dovevano fare a Roma, secondo quanto stabilito nel Concilio di Roma, nel 745, sotto papa Zaccaria.
Nel corso dei secoli tale pratica si andò affievolendo, ritrovando vigore solo nel 1585, sotto papa Sisto V che, con la costituzione Romanus Pontifex del 20 dicembre, ripristinò l'obbligo di tali visite dandogli cadenza triennale; le "visite" vennero riconfermate successivamente da papa Benedetto XIV con la costituzione Quod sancta del 23 novembre 1740. Tutto ciò avvenne nel contesto di rafforzamento papale nel controllo dell'operato vescovile nel periodo della Controriforma.
Nel 1909, con il decreto della Congregazione concistoriale A remotissima (31 dicembre), la cadenza delle visite ad limina apostolorum fu portata a 5 anni (10 per gli Ordinari delle sedi extraeuropee), e fu stabilito che vi erano tenuti non solo i vescovi diocesani, ma anche tutti i soggetti ad essi equiparati (prelati e abati territoriali, amministratori e vicari apostolici). Nel 1975, la Congregazione per i vescovi riordinò ulteriormente le "visite" con il decreto Ad Romanam Ecclesiam del 29 giugno, ridistribuendo le zone per i quinquenni.
Nel Codice di diritto canonico del 1983 le visite ad limina apostolorum sono prescritte da due canoni (399 e 400):

## Il senso delle visitead limina
Il senso delle visite ad limina è trattato nel Direttorio della Congregazione dei vescovi, pubblicato nel 1988, e afferma che queste non sono un "semplice atto giuridico-amministrativo consistente nell'assolvimento di un obbligo rituale, protocollare e giuridico". Esse portano un "arricchimento di esperienze" al ministero del Papa e al suo "servizio di illuminare i gravi problemi della Chiesa e del mondo", diversi a seconda dei "luoghi, dei tempi e delle culture".
Giovanni Paolo II, parlando all'assemblea straordinaria dei vescovi italiani il 26 febbraio 1986, disse di "annettere grande importanza" alle visite ad limina: "Esse costituiscono un'occasione privilegiata di comunione pastorale: il dialogo pastorale con ciascuno di voi mi consente di partecipare alle ansie e alle speranze che si vivono nelle Chiese da voi guidate in atteggiamento di ascolto per i suggerimenti dello Spirito".
Tali affermazioni furono ribadite da Benedetto XVI, nell'intervista concessa in lingua tedesca, il 5 agosto 2006, a tre testate televisive tedesche e alla Radio Vaticana, in preparazione al viaggio apostolico in Germania: "Le visite ad limina, che ci sono sempre state, vengono ora valorizzate molto di più, per parlare veramente con tutte le istanze della Santa Sede e anche con me. Io parlo personalmente con ogni singolo vescovo. (...) In questi incontri, in cui appunto centro e periferia si incontrano in uno scambio franco, cresce il corretto rapporto reciproco in una tensione equilibrata".